# Bloody Disgusting
Bloody Disgusting es una empresa multimedia estadounidense, que comenzó como un sitio web de noticias centrado en el género de terror que se especializaba en servicios de información que cubrían varios medios de terror, incluidos; cine, televisión, videojuegos, cómics y música. La empresa se expandió a otros medios, como la publicidad, la creación de redes de podcasts, el cine, la televisión, los medios de transmisión y la gestión.
El estudio de producción cinematográfica desarrolló y produjo la franquicia V/H/S, una colección de seis películas de metraje encontrado, dos películas derivadas y una miniserie.

## Historia

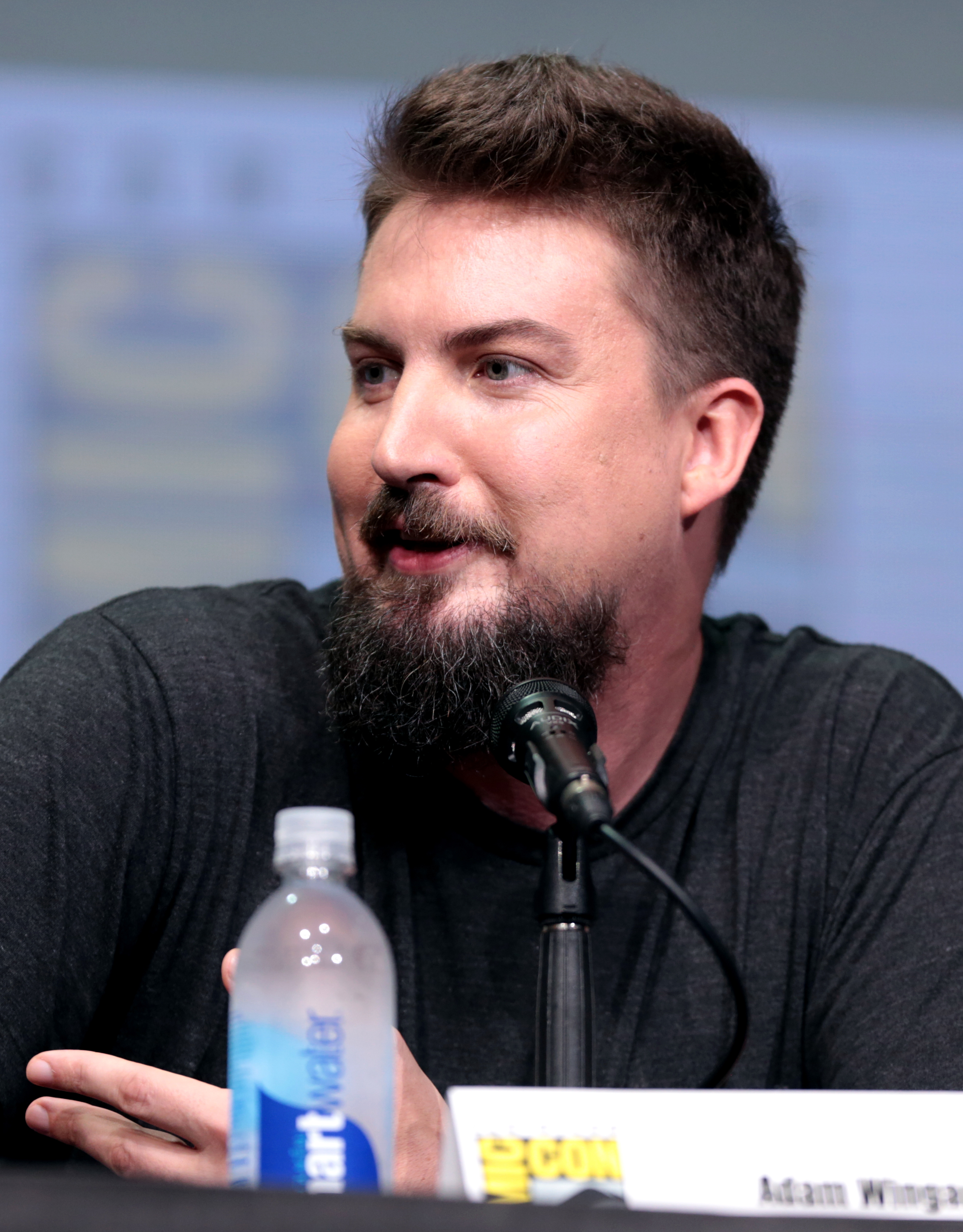
Adam Wingard es uno de los cineastas que ha trabajado con la productora Bloody Disgusting

El portal Bloody Disgusting fue fundado en 2001 por Brad Miska (bajo el seudónimo de "Mr. Disgusting") y Tom Owen, quienes dirigen el sitio junto al actual editor en jefe John Squires. En 2007, el portal registró 1,5 millones de visitantes únicos y cerca de 20 millones de visualizaciones al mes. En septiembre del mismo año una participación minoritaria fue comprada por The Collective, una empresa de gestión con sede en Beverly Hills. En 2011, Bloody Disgusting comenzó a distribuir y producir películas que han ganado premios y han dado lugar a la exitosa franquicia V/H/S. En 2017 Bloody Disgusting compró The Collective y actualmente está operando como una empresa de propiedad independiente. En 2020 la compañía firmó un acuerdo para trabajar con el portal Cinedigm en la creación de un servicio de streaming especializado en el género del terror.
Bloody Disgusting ha trabajado en proyectos con escritores, directores y actores de género como Adam Wingard, Simon Barrett, David Bruckner, Roxanne Benjamin, Joe Swanberg, AJ Bowen, Amy Seimetz, Ti West, Radio Silence Productions, Glenn McQuaid, Steven C. Miller, Jonny Weston, Jason Eisner, Eduardo Sánchez, Greg Hale, Gareth Evans, Timo Tjahjanto, Marcel Sarmiento, Nacho Vigalondo, Patrick Horvath, Sion Sono y Trent Haaga.

## Producción cinematográfica
A raíz del crecimiento de su portal web, Bloody Disgusting se convirtió en una compañía de producción cinematográfica. Algunos de sus filmes destacados incluyen a:
- V/H/S - estrenada en el Festival de Cine de Sundance de 2012.
- V/H/S/2 - estrenada en el Festival de Cine de Sundance de 2013.
- V/H/S: Viral - estrenada en el festival de cine Fantastic Fest de 2014.
- Under the bed - estrenada en el Festival Internacional de Cine Fantasia de 2012.
- A Horrible Way to Die - estrenada en el Festival Internacional de Cine de Toronto en 2010. También figuró en el Fantastic Fest, donde recibió tres premios.
- Southbound - estrenada en el Festival Internacional de Cine de Toronto de 2015.

### Bloody Disgusting Selects
En 2011, Bloody Disgusting se asoció con AMC Networks y The Collective para crear una compañía de distribución llamada Bloody Disgusting Selects. La empresa ha estrenado películas de género en las salas de AMC y en plataformas de DVD, Blu-ray y VOD. Las películas distribuidas a través de Bloody Disgusting Selects son:
- Alyce Kills
- Atrocious
- Blood Runs Cold
- Chop
- Cold Fish
- Crawl
- Delivery
- Exit Humanity
- Faust: Love Of The Damned
- Fever Night
- The Haunting of Helena
- Hellacious Acres
- Macabre
- Outcast
- The Pack
- Fase 7
- Rammbock
- YellowBrickRoad
- Truth or Dare
- The Woman